# XEUS
XEUS (X-ray Evolving Universe Spectroscopy) e мисия за рентгенова спектроскопия, състояща се от два апарата, летящи във формация.
Мисията е организирана от Европейската космическа агенция. Технологията, необходима за XEUS, все още е в процес на разработка.